# Diego Penocchio
Diego Penocchio (Carpenedolo, 24 agosto 1956) è un imprenditore e dirigente sportivo italiano, presidente del Calcio Padova dal luglio 2013 al luglio 2014.

## Biografia

### Imprenditoria
È il proprietario del gruppo industriale Ormis con sede a Castegnato, che è interamente partecipata dalla famiglia Penocchio. È strutturato su quattro aziende: la Nova Sigma (specializzata nella produzione di caldaie industriali e carpenterie di qualità per clientela internazionale), la Copress (presse metalliche e idrauliche), la Iceb Tecnacciaio (produzione e lavorazione di acciaio) e la Ormis.
È socio in affari con Tommaso Ghirardi. Diverse, infatti, le società dove entrambi compaiono o sono stati presenti in questi anni prima di rimettere cariche o mandati.
È stato presidente del consiglio di amministrazione fino al 2012 di Brixia Incipit holding che "intende acquisire partecipazioni di controllo in società di natura industriale", ed è stato anche consigliere della Eventi Sportivi S.p.a. di Brescia (carica cessata), società grazie alla quale Tommaso Ghirardi nel 2007 ha acquistato il Parma.
Inoltre è stato amministratore unico e socio della Linea Servizi S.r.l. di Brescia (cariche cessate nel 2012 e 2013).

### Sport

#### Calcio
Entrato nel Parma già nel gennaio 2007, dal 2009 al marzo 2013 è stato il vicepresidente della squadra emiliana. Nel giugno 2013 rileva il 48% del Calcio Padova tramite la società Iniziative Euganee S.r.l.. L'8 luglio ne diventa presidente. Il 14 gennaio 2014 diventa proprietario unico della S.p.A. biancoscudata.
Con il Padova retrocede in Lega Pro, e nel luglio 2014 si renderà protagonista della mancata iscrizione al campionato di Lega Pro della squadra veneta. Tuttavia, la squadra non fallisce. Con la squadra inattiva, Penocchio, de facto, rimane presidente e proprietario del Calcio Padova S.p.A. dall'8 luglio 2013 ad aprile 2015. Da aprile 2015 è il presidente e proprietario del Football Padova S.p.A. - società in liquidazione.
In passato aveva già tentato l'acquisto delle squadre Brescia Calcio, Modena e Novara Calcio.

#### Sport acquatici
È consigliere (dal 2007 a tempo indeterminato) della Brixia Leonessa Nuoto, circolo italiano che si interessa di sport acquatici con sede a Brescia.

## Vita privata
Risiede a Cellatica in Provincia di Brescia. Sposato, ha due figlie, Alice e Elisa, inserite nell'azienda di famiglia.

## Controversie giudiziarie
Il 5 giugno 2014 la Procura della Repubblica e la Guardia di Finanza aprono un'indagine nei confronti di Diego Penocchio e Andrea Valentini (amministratore delegato del Calcio Padova), per violazione dell'articolo 2638 del codice civile. Viene loro contestato di essere stati di ostacolo all'esercizio delle funzioni delle autorità pubbliche di vigilanza. Sono state inoltre effettuate perquisizione negli uffici di Castegnato (sede di Iniziative Euganee S.r.l.), Padova, Abano Terme (sede del ritiro del Calcio Padova), nell'abitazione privata del presidente a Cellatica, Carpenedolo e Collecchio.
Il 18 giugno il procuratore della Federcalcio, Stefano Palazzi, su segnalazione della Co.Vi.So.C. (Commissione per la Vigilanza sulle Società Calcistiche), ha deferito alla Disciplinare Diego Penocchio. Il 23 luglio la Commissione disciplinare nazionale dispone l'applicazione della sanzione dell'inibizione di giorni 40 (quaranta) nei confronti del Sig. Diego Penocchio.
Il 22 luglio 2016, il Tribunale federale ha prosciolto Diego Penocchio, Italo Giacomini e il figlio Alessandro da ogni addebito disciplinare per i presunti intrecci azionari tra Padova e Parma.
Il 22 luglio 2020, il tribunale di Parma ha condannato Penocchio a due anni e sei mesi di reclusione e al pagamento delle spese processuali, in merito alle vicende che portarono al fallimento del Parma calcio nel 2015, processo che l'ha visto coinvolto insieme all'ex presidente del Parma Tommaso Ghirardi e altri imputati. È stato inoltre inabilitato all'esercizio di un'impresa commerciale e dichiarato incapace a esercitare uffici direttivi presso qualsiasi impresa per la durata della suddetta pena, nonché condannato assieme ad altre 3 persone a risarcire la parte civile Parma F.C. in fallimento.